# 千葉吟子
千葉 吟子（ちば ぎんこ、1938年2月25日 - ）は、元体操選手。1962年プラハ世界選手権銅メダリスト、1964年東京オリンピック銅メダリスト。日本体育大学名誉教授。旧姓：虻川。

## 経歴
生家は秋田県大館市の自転車専門店「(有)サイクルショップあぶとく」。6人姉弟の三女。秋田県立大館桂高等学校卒業。日本体育大学卒業。勝負度胸があり、団体では1番手を務めることが多かった。引退後は数々の世界大会で国際審判員や審判長を務めた。
〈競技歴〉
- 1960年（第17回 ローマオリンピック体操女子 団体4位 個人43位）
- 1961年（全米 体操競技選手権 団体優勝）
- 1961年（第16回 国民体育大会 秋田国体女子体操競技 団体優勝）
- 1962年（第16回 全日本体操競技選手権大会 女子個人総合優勝）
- 1962年（第15回 プラハ世界体操競技選手権 団体3位）
- 1962年（第1回 日ソ対抗親善体操競技大会 団体2位）
- 1963年（第17回 全日本体操競技選手権大会 女子個人総合優勝 二連覇）
- 1964年（第18回 東京オリンピック体操女子 団体銅メダル 個人24位）

〈役職〉
- 1967年（東京 ユニバーシアード大会 チームリーダー）
- 1968年（第19回メキシコオリンピック 国際審判員）
- 1972年（第20回ミュンヘンオリンピック チームリーダー）
- 1974年（第7回テヘラン アジア大会 国際審判員）
- 1976年（第21回モントリオールオリンピック 代表役員）
- 1977年（ソフィア ユニバーシアード大会 国際審判員）
- 1979年（メキシコ ユニバーシアード大会 国際審判員）
- 1981年（ブカレスト ユニバーシアード大会 国際審判員）
- 1983年（アジア体操連盟AGU 女子技術委員長）
- 1985年（アジアユースソウル大会 審判長）
- 1985年（日本体操協会女子技術委員長）
- 1986年（第10回ソウルアジア大会 審判長）

現在は日本体育大学名誉教授。チアリーダー部顧問。
2020年東京オリンピックの聖火リレーでは、出身地・大館市のリレーでアンカーを務めた。使用したトーチは、「ふるさとの子供たちに見てほしい」という本人の意向で、大館市内の小学校を巡回し児童に披露されている。
〈受賞〉
•瑞宝章受章
- 学校法人日本体育会（永年勤続者表彰）
- 公益財団法人日本体操協会（功労賞）
- 秋田県大館市（功労賞）

## 著書
- 図解コーチ 体操競技・女子（成美堂出版、1994年）ISBN 9784415004259
- 「こつこつ人生」千葉吟子教授退職記念誌（監物永三、日本体育大学体操競技研究室、2008年）